# Antropomorfisme
Antropomorfisme er tilskrivning af menneskelige træk, følelser eller intentioner til ikke-mennesker. Det anses for at være en medfødt tendens til menneskets psykologi.
Personifikation eller personificering er den relaterede tilskrivning af menneskeform og -karakteristika til abstrakte begreber som nationer, følelser og naturlige kræfter, såsom årstider og vejr.
Begge har ældgamle rødder som historiefortælling og kunstneriske anordninger, og de fleste kulturer har traditionelle fabler med antropomorfiserede dyr som karakterer. Folk har også tilskrevet menneskelige følelser og adfærdsmæssige træk til både vilde og tamme dyr.

## Etymologi
"Antropomorfisme" er afledt af oldgræsk udenthrōpos (ἄνθρωπος, bogstaveligt "menneske") og morphē (μορφή, "form"). Det er først attesteret i 1753, oprindeligt med henvisning til kætteri om at anvende en menneskelig form til den kristne gud.

## I religion og mytologi
I religion og mytologi er antropomorfisme opfattelsen af et guddommeligt væsen eller guddommelige væsener i menneskelig form, eller anerkendelse af menneskelige kvaliteter i disse væsener.
Oldtidens mytologier fremstillede ofte de guddommelige som guddomme med menneskelige former og kvaliteter. De ligner mennesker, ikke kun i udseende og personlighed; de viste mange menneskelige adfærd, der var brugt til at forklare naturfænomener, skabelse og historiske begivenheder. Guddommene blev forelskede, gift, fik børn, udkæmpede slag, brugte våben og red på heste og vogne. De spiste speciel mad og krævede nogle gange, at mennesker skulle ofre mad, drikkevarer og hellige ting. Nogle antropomorfe guddomme repræsenterede specifikke menneskelige begreber, såsom kærlighed, krig, frugtbarhed, skønhed eller årstiderne. Antropomorfe guddomme udviste menneskelige kvaliteter som skønhed, visdom og magt og undertiden menneskelige svagheder som grådighed, had, jalousi og ukontrollabel vrede. Græske guder som Zeus og Apollon blev ofte afbildet i menneskelig form og udviste både prisværdige og foragtelige menneskelige træk.
Antropomorfisme har optrådt som kristen kætteri, hvilket især er fremtrædende med audianerne i Syrien i det 3. århundrede, men også i Egypten i det 4. århundrede og i Italien i det 10. århundrede. Dette var ofte baseret på en bogstavelig fortolkning af Første Mosebog 1:27: "Gud skabte mennesket i sit eget billede. På Guds billede skabte Han ham; mand og kvinde skabte han dem".

## Yderligere læsning
- Baynes, T.S., ed. (1878). "Anthropomorphism" . Encyclopædia Britannica. 2 (9. udg.). New York: Charles Scribner's Sons. ss. 123–124.
- Mackintosh, Robert (1911). "Anthropomorphism" .  I Chisholm, Hugh (red.). Encyclopædia Britannica. Vol. 2 (11. udgave). Cambridge University Press. s. 120.
- Kennedy, John S. (1992). The New Anthropomorphism. Cambridge University Press. ISBN 978-0-521-42267-3.
- Mithen, Steven (1998). The Prehistory Of The Mind: A Search for the Origins of Art, Religion and Science. Phoenix. s. 480. Bibcode:1996pmso.book.....M. ISBN 978-0-7538-0204-5.